# Das Geheimnis der Todesinsel
Das Geheimnis der Todesinsel ist ein deutsch-spanischer Horrorfilm aus dem Jahre 1967. Der aus Hollywood verpflichtete Hauptdarsteller Cameron Mitchell spielt darin „einen wahnsinnigen, skrupellosen, insularen Hobbybotaniker (…), der einen sich von Menschenblut ernährenden Monsterbaum aufpeppelt.“

## Handlung
Der mysteriöse Wissenschaftler Baron von Weser residiert in einem hochherrschaftlichen Landhaus auf einer abgelegenen Insel. Dort treibt er seine botanischen Studien, über die niemand so genau Bescheid weiß. Nur widerwillig akzeptiert er „Eindringlinge“ in sein Naturparadies wie die Gruppe betuchter, gut zahlender Touristen die ihn eines Tages per Fähre besucht. Der mitreisende Professor Demerest erkennt gleich nach der Ankunft während der Autofahrt zum Herrenhaus, dass auf dieser Insel eine Fülle von Pflanzen wachsen, die hier eigentlich nicht heimisch sind. Als dann noch das Fahrzeug den schwer entstellten Diener des Barons, Baldi, überrollt und dieser dabei ums Leben kommt, ist die Bestürzung groß. Wenig später taucht Baldi jedoch wieder auf, angeblich sein stummer Zwillingsbruder. Zum Begrüßungsdinner serviert Baron von Weser seinen Besuchern genetisch verändertes Gemüse, das die Gäste überrascht. Einer von ihnen findet, dass es zwar wie eine Gurke aussehe, aber wie Fleisch schmecke. Nach dem Essen präsentiert von Weser seinen Gästen eine Auswahl seiner von ihm gezüchteten, fleischfressenden Pflanzen und verfüttert eine Maus an eine hungrige, spezielle Rhododendron-Art.
Als man sich zur Nachtruhe begibt, wittert einer der Besucher, der smarte David Moss, eine Ratte und schließt die schöne Mitreisende Beth, auf die er ein Auge geworfen hat, zu ihrer eigenen Sicherheit in ihrem Zimmer ein. Tatsächlich beginnt unter den Anwesenden rasch das große Sterben. Als erstes trifft es den Fahrer der Gäste. Die Körper der Toten werden komplett blutentleert aufgefunden. Die von einigen Gästen geäußerte Vermutung, es müsse sich dabei um eine Art Vampirismus handeln, ist gar nicht so verkehrt, nur dass es sich dabei um blutsaufende Pflanzen handelt. Tatsächlich muss Baron von Wesers herausragendste Züchtung, ein Baum von enormen Ausmaßen, regelmäßig mit Blut gefüttert werden. Wenn dies nicht geschieht, macht sich der Baum selbst auf die Suche nach Opfern, um seinen Durst zu stillen. Bald liegen die Nerven blank, und die Gäste beschuldigen sich gegenseitig, etwas mit den schrecklichen Ereignissen zu tun zu haben.
Die Möglichkeit, diese Horrorinsel zu verlassen, stellt sich nicht: Die Fähre kommt erst wieder in zwei Tagen, und die Telefonleitungen sind tot – genauso wie der allzu neu- und wissbegierige Professor Demerest, der vom Baron mit einem Dorn ermordet wird, als er der Wahrheit zu nahe kommt. Während eines schweren Gewitters, das über der Insel tobt, ist schließlich Mrs. Callahan fällig, die vom Monsterbaum regelrecht ausgelutscht wird. Anschließend greift dieser Beth an, doch ihr verliebter Schatten, David Moss, springt dazwischen und hackt wild entschlossen mit einer Axt auf dessen Äste ein. Aus den Holzwunden schießen Ströme von Blut. Als von Weser dies sieht, wirft sich entsetzt dazwischen und versucht im Zweikampf Moss von seinem Tun abzuhalten, um seine „beste“ Züchtung vor dem wild um sich hackenden Moss zu retten. Um den stark verwundeten Blutbaum zu retten, bietet er sich selbst diesem an – zur Bluttransfusion. Doch das Gewächs erweist sich als nimmersatt, und Baron von Weser wird das Opfer seiner eigenen Züchtung.

## Produktionsnotizen
Das Geheimnis der Todesinsel entstand 1965 an mehreren Orten in Spanien (Arenys de Mar, Barcelona, Sant Feliu de Codines). Die Uraufführung war am 20. Februar 1967 in Spanien unter dem Titel La isla de la muerte. Der Film passierte am 30. Juni 1967 die FSK-Prüfung und wurde am 21. Juli 1967 in Deutschland erstaufgeführt.

## Kritiken
„Naiver Horrorfilm, der für seine Entstehungszeit mit überraschend deutlichen Ekeleffekten operiert, ohne sich dadurch annähernd interessant machen zu können.“

„Ein bescheidener Film, aber absolut nicht verachtenswert.“

„Nach recht gutem Anfang gleitet der Film in nur noch primitiv-lächerliches Gruselpanoptikum ab und endet arg enttäuschend. Ab 16, doch ohne Zuraten.“